# Jiří Konvalina
Jiří Konvalina (asi 1809 – 22. září 1866 Blížkovice) byl rakouský zemědělec a politik, ve 2. polovině 19. století poslanec Moravského zemského sněmu a starosta Městysu Blížkovice.

## Životopis
Narodil se v rolnické rodině. Po roce 1850 působil jako starosta Městysu Blížkovice. V moravských zemských volbách 1861 byl za české federalisty zvolen poslancem Moravského zemského sněmu ve venkovské kurii za okresy Znojmo, Vranov nad Dyjí a Moravské Budějovice. Na sněmu nikdy nevystoupil. Zemřel na choleru.